# Styphlodromus
Styphlodromus é um gênero monotípico de carabídeo da tribo Brachinini.

## Espécie
- Styphlodromus bicolor Basilewsky, 1959